# Neutronfluxus
A neutronfluxus fizikai mennyiség. Az egységnyi felületen egységnyi idő alatt átáramló szabad neutronok számát jelöli. Jele:Φ (a nagy fí).  Kiszámítható a neutronsűrűség és a neutronok átlagos sebességének szorzataként. Mértékegysége: s−1m−2 Leginkább atomreaktorok környezetében használatos ez a mennyiség.
Több fizikai folyamatban is fontos szerepet játszik a nagy neutronfluxus. Ilyenek például a magreakciók hatáskeresztmetszetének kísérleti meghatározása, vagy a szupernóvabeli nukleoszintézis s- és r-folyamata.

## Természetes neutronfluxus
Aszimptotikus óriás csillagokban és szupernóvákban a nagy neutronfluxus játszik jelentős szerepet a természetes nukleoszintézisben, amely a vasnál nehezebb elemek létrejöttéért felelős. Csillagokban a neutronfluxus viszonylag alacsony, 105-től 1010 neutron per cm² per másodperc, ami s-típusú (slow-neutron-capture-process, lassúneutron-befogás) nukleoszintézist tesz lehetővé. Ezzel szemben összeomló szupernóvákban a neutronfluxus rendkívül magas, akár 1032 neutron per cm² per másodperc is lehet, így r-típusú (rapid-neutron-capture-process, gyorsneutron-befogás) nukleoszintézis játszódik le.

## Mesterséges neutronfluxus
Mesterséges, emberi tevékenység által keletkező neutronfluxus.